# Megaphthalmoides unilineata
Megaphthalmoides unilineata är en tvåvingeart som först beskrevs av Zetterstedt 1838.  Megaphthalmoides unilineata ingår i släktet Megaphthalmoides och familjen kolvflugor. Arten är reproducerande i Sverige. Inga underarter finns listade i Catalogue of Life.